# Melanolophia limbata
Melanolophia limbata là một loài bướm đêm trong họ Geometridae.